# OMNIS
L’OMNIS ou Office des Mines Nationales et des Industries Stratégiques, anciennement connu comme Office Militaire National pour les Industries Stratégiques est une organisation gouvernementale  malgache crée en 1975. Il est aujourd'hui[Quand ?] sous la tutelle du Ministère des Mines et des Industries Stratégiques.

## Mission
L'OMNIS est chargé de :
Hydrocarbures :
- Mise en place et actualisation du cadre juridique des secteurs pétrolier amont et du gaz à Madagascar
- Acquisition de données d'exploration techniques (géologiques, géophysiques et des forages)
- Promotion des zones contenant potentiellement des hydrocarbures
- Gestion des données d'exploration existantes et nouvellement acquises
- Analyse en laboratoire des échantillons (roche, huile et gaz)

Mines :
- La promotion du secteur minier malgache
- Développement des infrastructures sectorielles de base utiles pour divers minéraux
- Engagement de la recherche sur les minéraux, y compris les minéraux énergétiques (minerais radioactifs, combustibles fossiles, etc.)
- Réalisation d'études de développement et de faisabilité pour des projets d'exploitation miniers, la production de minéraux, etc.
- Assistance et soutien aux entreprises nationales et internationales du secteur minier
- Promotion des contrats de partenariat

## Référence
- Site de l'OMNIS